# Семенов Владислав Федорович
Владислав Федорович Семенов (1937 — ?) — молдавський радянський державний і комуністичний діяч, секретар ЦК КП Молдавії, голова Кишинівського міськвиконкому. Депутат Верховної Ради Молдавської РСР 9—11-го скликань. Член ЦК Комуністичної партії Молдавії.

## Життєпис
Народився в родині службовця. З 1956 по 1959 рік служив у Радянській армії.
Потім навчався в інженерно-будівельному інституті.
У 1963—1968 роках — майстер, старший майстер, заступник начальника цеху Кишинівського тракторного заводу.
Член КПРС з 1966 року.
У 1968 році закінчив Московський всесоюзний заочний інженерно-будівельний інститут.
У 1968—1969 роках — завідувач сектора тресту «Оргсільбуд» Молдавської РСР.
У 1969—1972 роках — інспектор Кишинівського міського комітету народного контролю, голова Октябрського районного комітету народного контролю міста Кишинева.
У 1972—1974 роках — голова республіканського комітету профспілки робітників машинобудування Молдавської РСР.
У 1974—1977 роках — 1-й секретар Бельцького міського комітету КП Молдавії.
У 1977—1979 роках — слухач Академії суспільних наук при ЦК КПРС у Москві.
У 1979—1980 роках — заступник завідувача відділу пропаганди і агітації ЦК КП Молдавії.
У 1980—1981 роках — завідувач відділу будівництва і міського господарства ЦК КП Молдавії.
У 1981—1985 роках — голова виконавчого комітету Кишинівської міської ради народних депутатів.
31 травня 1985 — 5 грудня 1989 року — секретар ЦК КП Молдавії.
4 грудня 1989 — 24 травня 1990 року — міністр транспорту і дорожнього господарства Молдавської РСР.
Подальша доля невідома.

## Нагороди
- орден Трудового Червоного Прапора (14.04.1975)
- орден Дружби народів (17.07.1986)
- ордени
- медалі